# Lorenzo Dow
'Lorenzo Dow, född 16 oktober 1777, död 2 februari 1834, var en excentrisk metodistisk resande väckelsepredikant och en av de ledande gestalterna inom den andra stora väckelsen i USA.
Dow sägs ha predikat för fler människor än någon av sina samtida.
Dow brydde sig inte om materiella tillgångar. Tvärtom gav han bort det mesta av sina tillgångar till fattiga medmänniskor. Dows långa hår och skägg friserades aldrig och han ägde bara en uppsättning kläder, de som han hade på sig. När de blev för trasiga och utslitna fick han ofta ärva ett nytt par av någon i publiken på en av hans stora möteskampanjer. Ofta passade de inte Dows magra kropp.